# La Menace (film, 1961)
Pour les articles homonymes, voir La Menace.
Pour plus de détails, voir Fiche technique et Distribution.
La Menace est un film de Gérard Oury sorti en 1961.

## Synopsis
Josépha s'ennuie beaucoup chez son tonton, antiquaire. Elle préférerait aller s'amuser avec la bande des Mariolles qui passent à scooter sous ses fenêtres. Un jour, elle est prise en stop par le pharmacien local qui l'emmène au ciné. Gentil, mais entreprenant. Puis une jeune fille de la bande est retrouvée assassinée. Josépha témoigne et ment.

## Fiche technique
- Réalisation : Gérard Oury
- Scénario : Frédéric Dard, d'après son roman Les Mariolles
- Adaptation : Frédéric Dard, Alain Poiré, Gérard Oury
- Dialogue : Frédéric Dard
- Images : André Villard
- Musique : André Hossein
- Décors : Robert Gys
- Montage : Geneviève Vaury
- Production : Société Nouvelle des Etablissements Gaumont, Franco London Films, Paris Union Films, Continental Produzione
- Directeur de production : Roger de Broin
- Année : 1960
- Genre : Drame
- Pays :  France et  Italie
- Durée : 1 h 25
- Date de sortie en salle le 1er mars 1961

## Distribution
- Marie-José Nat : Josépha
- Robert Hossein : Savary
- Elsa Martinelli : Lucile
- Paolo Stoppa : Cousin
- Robert Dalban : l'inspecteur Gauthier
- André Cellier : le commissaire
- Gérard Oury : le docteur
- Henri Tisot : Jérôme
- Alice Sapritch : la cliente qui demande un coq
- Corrine Charrette : Minouche
- Joëlle LaTour : Sylvie
- Martine Messager : Pierrette
- Philippe Caster au générique, en réalité Philippe Rouleau: Stephan
- Philippe Forquet : Patrick
- Michel Gonzalès : Philippe
- Bernard Murat : Jean-Louis
- Noël Darzal  (non crédité)

## Production
Deuxième réalisation de Gérard Oury après La Main chaude en 1959 et avant Le crime ne paie pas en 1961 (premier succès de Gérard Oury en tant que réalisateur). Dans La Menace, il joue le rôle du docteur.
Des scènes ont été tournées sur la Place du Marché-Neuf (Saint-Germain-en-Laye).